# Rachel Crothers

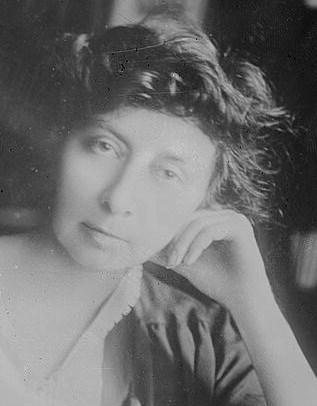
Rachel Crothers,
ca. 1910

Rachel Crothers (geboren am 12. Dezember 1878 in Bloomington, Illinois; gestorben am 5. Juli 1958 in Danbury, Connecticut) war eine US-Bühnenautorin und Theaterregisseurin am Broadway von 1906 bis 1937.

## Leben
Rachel war die Tochter des Arztehepaars Eli Kirk Crothers und Marie Louise Crothers.
Bereits im Alter von zwölf Jahren verfasste sie ihr erstes Stück. Sie schloss im Alter von dreizehn Jahren die High School ab (Illinois State University High School) und besuchte dann die Schauspielschule in Neuengland (New England School of Dramatic Instruction). Da ihre Eltern nicht gestatteten, dass sie Schauspielerin in New York wurde, gründete sie den Bloomington Dramatic Club. Ihr Vater starb 1893. 1898 zog Rachel mit finanzieller Unterstützung der Mutter doch nach Manhattan.
In den Folgejahren gewann sie durch kleine Einakter die Anerkennung ihres Publikums, ihre Stücke waren an Henrik Ibsens sozialkritischem Theater orientiert. 1906 schrieb sie ihr erstes volles Bühnenstück, welches 277-mal im Madison Square Theatre aufgeführt wurde.
Mit wechselndem Erfolg schrieb Crothers Stücke in rascher Folge und entwickelte sich dabei auch schreiberisch weiter. Sie schuf ein Frauennetzwerk, in dem sich Autoren und Schauspieler gegenseitig unterstützten. Entsprechend gab es in ihren Bühnenwerken viele und starke Frauenrollen. Zu den Schauspielerinnen, die ihre Stücke aufführten, gehörten Ethel Barrymore, Estelle Winwood, Katharine Cornell, Tallulah Bankhead und Gertrude Lawrence.
Sie wurde als erfolgreichste Bühnenautorin bis zum Auftreten von Lillian Hellman in den 1930ern betrachtet. Sie führte auch ihre eigenen Stücke auf und besetzte die Rollen selbst, was neu für ihre Zeit war. Sie war auch Regisseurin für die Stücke anderer Autoren.
1933 wurde sie in die American Academy of Arts and Letters gewählt.
Crothers starb unverheiratet in ihrem Haus in Connecticut.

## Werk
Crothers legte Wert auf den Gegensatz ihrer Charaktere in den Dialogen, und darauf, soziale Probleme ihrer Zeit aufzugreifen. Eines ihrer Kernthemen war die »Problematik der überemanzipierten Frau« und die Kritik an der noch mangelnden Gleichstellung der Geschlechter. Andere waren Prostitution, Scheidung, Versuchsehe, freie Liebe. Unter ihren Stücken waren neben schlichten Provokationen auch Komödien, Parodien und psychoanalytische Stücke sowie sogar die Kritik am radikalen Feminismus.
Stücke (Auswahl)
- Every Cloud Has a Silver Lining or The Ruined Merchant (1890)
- The Three of Us (1906)
- Myself Bettina (1908)
- A Man's World (1910)
- Ourselves (1913)
- Young Wisdom (1914)
- The Heart of Paddy Whack (1914)
- Once Upon a Time (1917)
- Mother Carey's Chickens (1917)
- He and She (1920, neu aufgeführt 1980 und 1995)
- Nice People (1921)
- A Lady's Virtue
- Mary the Third (1923)
- Expressing Willie (1924)
- Let Us Be Gay (1929)
- As Husbands Go (1931)
- When Ladies Meet (1933)
- Susan and God (1937)

## Verfilmungen
- 1933: When Ladies Meet – Regie: Harry Beaumont; mit Ann Harding, Robert Montgomery und Myrna Loy
- 1940: Susan und der liebe Gott (Susan and God) – Regie: George Cukor;  mit Joan Crawford und Fredric March
- 1941: When Ladies Meet – Regie: Robert Z. Leonard; mit Joan Crawford, Robert Taylor und Greer Garson

## Auszeichnungen und Stiftungen
- Rachel Crothers gründete mehrere Organisationen, um ihre Bühnenkollegen zu unterstützen: Das United Theatre Relief Committee, den Stage Relief Fund, den Stage Women’s War Relief Fund und den American Theatre Wing; die letzteren dieser Organisationen unterstützen die Kriegsbemühungen im Zweiten Weltkrieg.
- Sie wurde 1933 in das National Institute of Arts and Letters aufgenommen[2].
- 1939 wurde ihr von Eleanor Roosevelt eine Goldmedaille des Chi Omega verliehen, als Auszeichnung für ihre Verdienste um öffentliche Angelegenheiten, Bildung und Beruf.